# Igor Jesus (ur. 2003)
Igor Jesus Lima (ur. 7 marca 2003 w Goiânii) – brazylijski piłkarz występujący na pozycji defensywnego pomocnika, od 2025 roku zawodnik amerykańskiego Los Angeles FC.